# Classe
Classe je del (it. frazione) italijanske občine Ravenna, ki je po popisu leta 2016 štel 1989 prebivalcev. Poimenovanje izhaja iz latinskega classis, to je flota, ker je bil v starorimskih časih tukaj sedež vojne mornarice.

## Zgodovina
V času bizantinske uprave je bilo Classis glavno pristanišče za Bizancem in je bilo zadolženo za pomorsko obrambo vseh zahodnih posestev. S političnimi spremembami in geografskim oddaljevanjem od obale vsled nanosov reke Pad je v poznejših stoletjih njegova pomembnost upadala, dokler ni bilo vključeno v mesto Ravenna.

## Spomeniki
Najpomembnejši spomenik Classeja je gotovo bazilika svetega Apolinarija, ki je bila leta 1996 vključena med Unescove paleokrščanske spomenike. Leta 2015 je baziliko obiskalo 157.736 oseb.
Veliko manjših spomenikov je zbranih v lokalnem muzeju (Museo Classis Ravenna), ki nazorno prikazuje zgodovino področja od Etruščanov do srednjega veka.